# Alte Kirche (Eitorf)

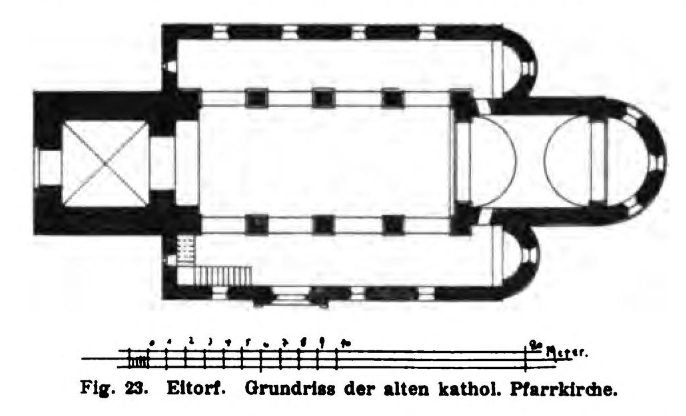
Alte Kirche Eitorf, Grundriss

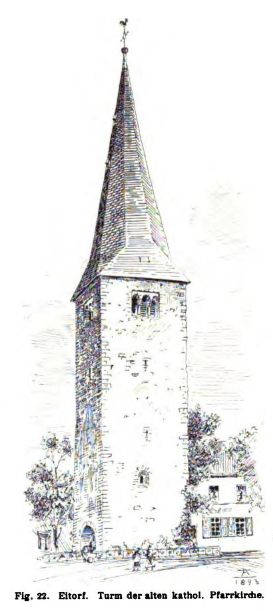
Der Turm der Alten Kirche Eitorf

Die Alte Kirche in Eitorf wurde um 1170 erbaut. Nach ihrem Abriss im Jahr 1889 blieb der alte Kirchturm stehen und bildete bis zu seiner Zerstörung im Zweiten Weltkrieg das Eitorfer Wahrzeichen.

## Erste Kirche oder Kapelle
1145 wurde im Testament von Graf Gerhard von Bonn die Hälfte seines Allod in Eitorf dem Kloster Michaelsberg vermacht, ausgenommen die Kirche und die persönlichen Ministerialen. Die Kirche und seine Bediensteten verblieben seiner Familie, also seiner Mutter und seiner Schwester. Sein Allod beinhaltete neben Ackerflächen und Wälder, Gewässer und Weiden und deren jegliches Nutzungsrecht und zudem die Einwohner, die dem Kloster Michaelsberg wachszinspflichtig wurden.

## Alte Kirche

### Entstehung
Um diese Zeit wurden im Rahmen des Investiturstreites die Eigenkirchen der Adeligen verboten und es mussten Pfarrkirchen errichtet werden. Die Adeligen richteten sich in diesen Hauskapellen ein, die oft im ersten Turmgeschoss lagen und über eine Außentreppe mit dem Grundbesitz der Adeligen verbunden war.
1170 wurde die Alte Kirche auf dem Marktplatz gebaut. Die Konsekration wurde von Erzbischof Philipp von Heinsberg vorgenommen, der eine gesiegelte Urkunde im Hauptaltar und gesiegelte Reliquien in allen Altären versenkte.
Altar und Chorraum der Kirche waren nicht wie der Rest im rechten Winkel gebaut und stammen daher vermutlich von diesem Vorgängerbau. Bei späteren Grabarbeiten im Bereich des Chorraumes wurden Gefachreste mit roter und türkisblauer Bemalung gefunden.

### Beschreibung
Der fünfstöckige Turm hatte eine Höhe von über 21 Metern. Das Langhaus hatte eine Länge von 17 Metern. Das Mittelschiff hatte in neun Meter Höhe eine flache Holzdecke, die Seitenschiffe in viereinhalb Meter Höhe. Das Gebäude war aus Bruchstein errichtet, nur die Kantensteine waren behauen. Die Dächer waren schiefergedeckt.

## Geschichte
1267 vermachten Theoderich und Johanna von Heinsberg-Blankenberg das Patronatsrecht an den Kirchen Kassel und Eitorf dem Hospital des Deutschordenshauses S.Maria in Jerusalem. Die Urkunde ist unter anderem von Albertus episcopus quondam Ratisponensis (Albert, ehemaliger Bischof von Regensburg) unterzeichnet, vermutlich Albertus Magnus.
1279 mussten die Herren von Rennenberg den Zehnten von 36 Morgen Ackerland in Eitorf für den Unterhalt des Eitorfer Pfarrers zahlen. Sie erhielten dafür das Recht auf Beisetzung in der Kirche.
Nächster Inhaber des Patronatsrechts waren die Grafen von Looz, die unter anderem Johannes von Heinsberg auf die bezahlte Pfarrstelle setzten, obwohl dieser kein Priester war. Am 24. Mai 1351 rügte Papst Clemens VI. die achtjährige Einsetzung ohne Priesterweihe.
Kurz darauf ging das Patronatsrecht an die Grafen von Berg. Erster gesicherter richtiger Pfarrer in der Kirche war 1393 Johannes de Arena.